# Liste der Vertriebenendenkmale in Namibia und Südafrika

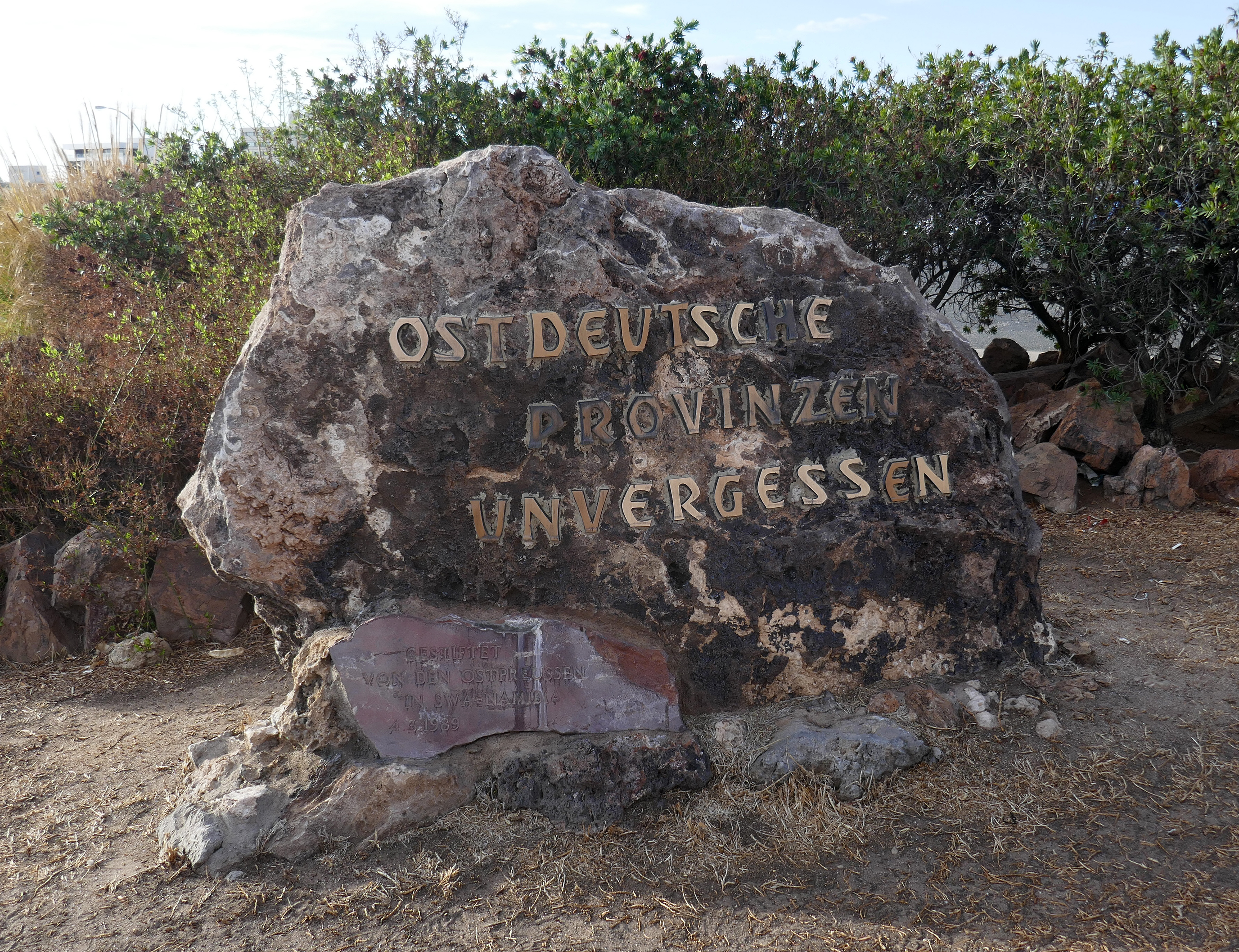
Ostdeutsche Provinzen unvergessen (Windhoek)

Diese Liste der Vertriebenendenkmale in Namibia und Südafrika verzeichnet die Vertriebenendenkmale in Namibia und Südafrika. Mit Vertriebenen sind Heimatvertriebene aus den Ostgebieten des Deutschen Reiches gemeint.

## Liste
- Windhoek, Gedenkstein in der Parkanlage vor der Christuskirche (1989): „Ostdeutsche Provinzen unvergessen. Gestiftet von den Ostpreußen in SWA-Namibia 4. 3. 1989.“
- Pretoria (Tshwane), Gedenkstein vor dem Kulturmuseum, Inschrift in Deutsch und Englisch: „Zur Erinnerung an die Enteignung und Vertreibung aus unserer deutschen Heimat und als Dank an Südafrika für eine neue Heimat und Zukunft. Ost- und Westpreußen, Pommern, Ost-Brandenburg, Schlesien und Sudetenland. 27. Oktober 2001.“